# Plantă oleaginoasă
Planta oleaginoasă este o plantă din care se poate obține ulei. În principal, uleiul se extrage din semințele, fructele, rădăcinile și frunzele acestor plante.
Câteva dintre plantele din care uleiul este obținut din semințe sunt:
- alun de pământ
- arborele de cacao
- gossypium
- floarea soarelui
- floarea soarelui high oleică
- inul
- rapița
- soia
- susanul
- ricinul

Dintre plantele care produc fructe oleaginoase se pot enumera:
- măslinul
- cocotierul
- palmierul

Una dintre plantele din care uleiul este obținut din rădăcini este Brassica rapa.